# Маршфілд-Гіллс (Массачусетс)
Маршфілд-Гіллс (англ. Marshfield Hills) — переписна місцевість (CDP) в США, в окрузі Плімут штату Массачусетс. Населення — 2491 особа (2020).

## Географія
Маршфілд-Гіллс розташований за координатами 42°8′37″ пн. ш. 70°43′50″ зх. д. / 42.14361° пн. ш. 70.73056° зх. д. (42.143689, -70.730656).  За даними Бюро перепису населення США в 2010 році переписна місцевість мала площу 12,79 км², з яких 11,85 км² — суходіл та 0,94 км² — водойми.

## Демографія
Згідно з переписом 2010 року, у переписній місцевості мешкало 2356 осіб у 852 домогосподарствах у складі 686 родин. Густота населення становила 184 особи/км².  Було 904 помешкання (71/км²).
Расовий склад населення:
| - 96,5 % — білих - 1,1 % — азіатів - 0,8 % — чорних або афроамериканців - 0,2 % — корінних американців |

До двох чи більше рас належало 1,2 %. Частка іспаномовних становила 0,6 % від усіх жителів.
За віковим діапазоном населення розподілялося таким чином: 25,6 % — особи молодші 18 років, 59,0 % — особи у віці 18—64 років, 15,4 % — особи у віці 65 років та старші. Медіана віку мешканця становила 45,5 року. На 100 осіб жіночої статі у переписній місцевості припадало 103,8 чоловіків;  на 100 жінок у віці від 18 років та старших — 98,9 чоловіків також старших 18 років.
Середній дохід на одне домашнє господарство  становив 126 066 доларів США (медіана — 104 107), а середній дохід на одну сім'ю — 132 661 долар (медіана — 104 688). За межею бідності перебувало 2,9 % осіб, у тому числі 0,0 % дітей у віці до 18 років та 5,1 % осіб у віці 65 років та старших.
Цивільне працевлаштоване населення становило 1349 осіб. Основні галузі зайнятості: науковці, спеціалісти, менеджери — 21,3 %, освіта, охорона здоров'я та соціальна допомога — 17,6 %, мистецтво, розваги та відпочинок — 13,0 %, фінанси, страхування та нерухомість — 12,2 %.